# خرفار كاروليني
خرفار كاروليني (الاسم العلمي:Phalaris caroliniana) هو نوع نباتي يتبع جنس الخرفار من فصيلة النجيلية.